# Reinhard Höppner
Reinhard Höppner (né le 2 décembre 1948 à Haldensleben et mort le 9 juin 2014) est un homme politique allemand membre du Parti social-démocrate d'Allemagne (SPD).
Il est élu député au Landtag de Saxe-Anhalt lors des premières élections libres de 1990, et prend la présidence du groupe SPD, devenant le chef de l'opposition à la coalition noire-jaune au pouvoir. Aux régionales de 1994, il est battu d'un cheveu par la CDU mais le bon résultat des autres partis de gauche lui permet de former une coalition rouge-verte tolérée par le PDS et d'être investi ministre-président.
Il améliore son score aux élections de 1998, tout en perdant ses alliés écologistes, et conserve la direction du Landde Saxe-Anhalt, étant alors le premier à effectuer deux mandats. En 2002, son résultat s'effondre et le SPD n'est plus que la troisième force politique régionale. Ayant cédé sa place à Wolfgang Böhmer peu après, il se retire de la vie politique en 2006.

## Biographie

### Une vie de mathématicien
Ayant participé en 1966 aux Olympiades internationales de mathématiques, il passe son Abitur à Elsterwerda, une petite ville du district de Cottbus, en 1967. Il s'inscrit alors à l'université technique de Dresde, où il étudie les mathématiques pendant quatre ans.
À la fin de son cursus, en 1971, il est recruté par Akademie Verlag à Berlin, une maison d'édition qui publie les travaux de l'Académie des sciences de la RDA. D'abord lecteur, il passe ensuite chef du département de la littérature mathématique. En 1976, il obtient son doctorat à l'université de Dresde.

### Des débuts politiques très rapides
Il adhère décembre 1989 au Parti social-démocrate de la République démocratique allemande (SDP). Le 18 mars 1990, il est élu député du district de Magdebourg à la Chambre du peuple, lors des seules élections libres d'Allemagne de l'Est.
À l'ouverture de la législature, le 5 avril suivant, il est désigné vice-président de l'assemblée, et non président comme cela avait été informellement décidé entre les différents partis au pouvoir. Le 23 août, il préside la session extraordinaire au cours de laquelle les députés est-allemands décident d'approuver la réunification allemande au 3 octobre suivant, donc la dissolution de la RDA.

### Chef de l'opposition en Saxe-Anhalt
À l'approche des élections régionales du 14 octobre 1990 dans le Land reconstitué de Saxe-Anhalt, Reinhard Höppner est investi chef de file des sociaux-démocrates. Deux semaines avant le scrutin, le SDP fusionne avec le Parti social-démocrate d'Allemagne. Il en devient alors vice-président régional et membre du comité directeur fédéral.
Lors des élections, l'Union chrétienne-démocrate d'Allemagne (CDU) remporte 39 % des suffrages et 48 députés sur 106, contre 26 % des suffrages et 27 députés pour le SPD. Élu dans la 13e circonscription avec 34,7 % des suffrages, Höppner est le seul député SPD à remporter l'une des 49 circonscriptions uninominales. À l'ouverture de la législature, il prend la présidence du groupe social-démocrate et devient de facto chef de l'opposition à la coalition CDU-FDP au pouvoir.

### Ministre-président du Land: le modèle de Magdebourg
Lors des élections régionales du 26 juin 1994, il est de nouveau choisi pour emmener les sociaux-démocrates. À l'occasion de ce scrutin, il est réélu député régional, avec 39,4 % des voix dans la 11e circonscription, tandis que le SPD réalise un score de 34 % des suffrages, soit 36 sièges sur 99, contre 34,4 % et 37 élus pour la CDU. Le Parti libéral-démocrate (FDP) ayant perdu sa représentation, le ministre-président se trouve privé de majorité parlementaire.
Reinard Höppner négocie alors la formation d'une coalition minoritaire avec l'Alliance 90 / Les Verts (Grünen), disposant du soutien sans participation du Parti du socialisme démocratique (PDS). Bien que controversée, dans la mesure où le PDS est l'héritier direct du Parti socialiste unifié d'Allemagne (SED), cette configuration, qui prend le nom de « modèle de Magdebourg » permet à Reinard Höppner d'être investi ministre-président le 21 juillet suivant.
Candidat à sa propre succession au cours des élections régionales du 26 avril 1998, il se voit réélu pour un troisième mandat parlementaire consécutif avec 46,5 % des suffrages. Quant au SPD, il améliore encore son score avec 35,9 % des voix et 47 députés sur 116. Le scrutin est marqué par l'effondrement de la CDU, qui tombe à 22 %, la percée de l'Union populaire allemande (DVU), qui remporte 12,9 % des voix, et la disparition des Grünen du Landtag. Ayant échoué à constituer une grande coalition, Reinard Höppner forme un gouvernement exclusivement social-démocrate, toléré par le PDS, le 26 mai suivant. Il est alors le premier ministre-président du Land à achever un mandat complet, et à enchaîner deux mandats.

### L'échec et le retrait
Aux élections régionales du 21 avril 2002, il échoue à conquérir un troisième mandat, les sociaux-démocrates réalisant un score catastrophique. Alors que lui-même est battu dans la 11e circonscription avec seulement 24,1 % des voix, ne devant son maintien au Landtag que par sa première place sur la liste régionale, le SPD obtient à peine 20 % des suffrages, soit 0,4 de moins que le PDS, tandis que la CDU redécolle avec 37,3 %. La percée du FDP et la disparition de la DVU permettent au chrétien-démocrate Wolfgang Böhmer de reconstituer une coalition noire-jaune et devenir ministre-président le 16 mai suivant.
Il renonce ainsi à toutes ses fonctions au sein de l'appareil du SPD, et siège au Landtag jusqu'à la fin de son mandat. Ne se représentant pas aux élections régionales du 26 mars 2006, qui aboutissent à la formation d'une grande coalition, il se retire de la vie politique.

### Vie privée
Marié à la pasteur Renate Höppner, il était père de trois enfants et vivait à Magdebourg. Il a présidé le synode de l'Église protestante en Allemagne (KED) entre 2005 et 2007.